# Eupithecia vana
Eupithecia vana är en fjärilsart som beskrevs av András Vojnits 1979. Eupithecia vana ingår i släktet Eupithecia och familjen mätare. Inga underarter finns listade i Catalogue of Life.